# كريشنا موكرجي
كريشنا موكرجي (بالإنجليزية: Krishna Mukherjee)‏ هي ممثلة هندية، ولدت في 12 أغسطس 1992 في لوديانا في الهند.

## وصلات خارجية
- كريشنا موكرجي على موقع IMDb (الإنجليزية)